# Danis hengis
Danis hengis är en fjärilsart som beskrevs av Grose-smith 1897. Danis hengis ingår i släktet Danis och familjen juvelvingar. Inga underarter finns listade i Catalogue of Life.